# José Soares da Silva
José Soares da Silva (Lisboa, 9 de janeiro de 1672 — Lisboa, 26 de agosto de 1739), poeta e historiador. Foi cavaleiro professo da Ordem Militar de Cristo.

## Biografia
Nasceu em Lisboa, filho de António Soares de Madureira, cavaleiro fidalgo e professo da Ordem de Cristo, escrivão das Guardas Reais e tesoureiro da Casa Real, e de Maria Josefa da Silva.
Desde os primeiros anos cultivou as letras distinguindo com judiciosa crítica o carácter e estilo dos poetas e historiadores. Dominava as línguas latina, castelhana e francesa.
Naturalmente inclinado à poesia, principalmente na língua espanhola, compôs diversas obras que mereceram o aplauso da intelectualidade da época. Na Academia Portuguesa instituída no palácio do conde da Ericeira, D. Francisco Xavier de Menezes, foi mestre de Politica, ensinando as máximas desta arte mais pelos ditames do Evangelho, que pelos aforismos de Tácito.
Entre os primeiros 50 académicos que formaram a Academia Real da História Portuguesa foi escolhido para escrever as memórias históricas de el-rei D. João I de Portugal, as quais foram publicadas em quatro volumes, na preparação dos quais consumiu oito anos. 
Manteve correspondência com os mais eruditos intelectuais espanhóis do seu tempo, entre os quais frei Benito Jerónimo Feijoo e frei Martín Sarmiento.

## Obra
Entre outras, é autor das seguintes obras:
- Diario Metrico em aplauzo de la Immaculada Concepcion de Maria Santissima distribuido por todo el ano. Lisboa por Paschoal da Sylva Impressor de S. Magestade. 1717.
- Memorias para a Historia de Portugal, que comprehende o governo del Rey D. Joaõ o I. do anno de 1383. até o anno de 1433. Tom. 1. Lisboa por Jozè da Sylva Impressor da Academia Real. 1730.
- Memorias para a Historia de Portugal, que comprehende o governo delRey D. Ioaõ o I. do anno de 1383. até o de 1433. Tom. 2. ibi pelo dito Impressor. 1731.
- Memorias para a Historia de Portugal &c. Tom. 3. Lisboa pelo dito Impressor. 1732.
- Colleçaõ dos Documentos com que se authorizaõ as Memorias para a vida delRey D. Joaõ o I. escrita nos primeiros Tres Tomos Tom. 4. Lisboa pelo dito Impressor. 1734.
- Conta dos seus estudos Academicos recitada no Paço a 22 de Outubro de 1722. Sahio no Tom. 2. da Colleç. dos Docum. da Academia Real. Lisboa por Paschoal da Sylva Impressor de S. Magestade, e da Academia Real. 1722. fol.
- Conta dos seus estudos Academicos recitada no Paço a 7 de Setembro de 1724. No Tom. 4. da Colleç. dos Docum. da Academia Real. ibi pelo dito Impressor. 1724. fol.
- Conta dos seus estudos Academicos no Paço a 7 de Setembro de 1726. No Tom. 6. da Colleç. dos Docum. da Acad. Real. ibi por Iozé Antonio da Sylva. 1726. fol.
- Romance Endecasyllabo a la muerte del Serenissimo Senor Infante D. Alexandro hijo de los Señores Reyes de Portugal D. Juan el V. y D. Mariana de Austria. Lisboa por Jozè Antonio da Sylva. 1728. 4.
- A S. Juan de la Cruz, que contemplando el alto Mysterio de la Trindad en su mismo dia y conferiendole con Santa Thereza ambos quedaron extaticos pero el Santo con mas especialidad. Endechas, e Soneto. Sahiraõ nas Mem. Hist. Paneg. E Metric. do sagrado culto com que o Convento do Carmo de Lisboa celebrou a Canonizaçaõ do Doutor Mystico S. Joaõ da Cruz. Lisboa por Miguel Rodrigues. 1728. 4. de pag. 160. té 168. e no 2. Tomo do Jardim Carmelitano novamente cultivado por Fr. Estevaõ de Santo Angelo. Lisboa na Officina Sylviana. 1741. fol. a pag. 529
- Dissertaçaõ sobre o numero Era. Sahio na Hist. da Acad. Real. Lisboa por Jozè Antonio da Sylva. 1727. 4. desde pag. 132. até 145.
- Carta escrita a 7 de Março de 1720. a Julio de Mello de Castro em aplauzo da Vida, que compoz de seu Tio Diniz de Mello de Castro I. Conde das Galveas. Sahio ao principio desta Obra. Lisboa por Jozé Manescal Impressor da Serenissima Caza de Bragança. 1721. fol.
- Carta escrita a 31 de Julho de 1728. em aplauzo do Padre Fr. Simaõ de Santa Catherina compondo a Relaçaõ Metrica nas Solemnissimas Festas, que os Religiosos Carmelitas do Carmo de Lisboa fizeraõ à Canonizaçaõ de S. Joaõ da Cruz Lisboa na Officina da Musica. 1729. 4.
- Cloris, e Ardenio. Poema Tragico. Consta de 3 Cantos. Dedicado ao Conde da Ericeira D. Francisco Xavier de Menezes. M. S.
- Diversas obras em Proza, e Verso recitadas em diversas Academias de que se pode formar hum volume de justa grandeza. M. S. Estas obras conserva em seu poder Francisco Antonio Soares da Sylva filho do Author.